# 이종영 (1953년)

## 학력
- 1973~1977 서울대학교 체육학 학사
- 1980~1982 서울대학교 대학원 체육학 석사
- 1986~1988 일리노이대학교 대학원 체육학 박사

## 수상
- 2000년 한국체육학회 공로상
- 2002년 교육인적자원부장관 표창
- 2014년 제18회 체육상 연구상
- 2016년 제54회 대한민국체육상 연구상

## 경력
- 2011~2012 제22대 한국체육학회 회장
- 2011~2012 한국체육대학교 생활체육대학 사회체육학과 교수
- 2011~2012 한국사회체육학회 명예회장